# Friedrich Wagenfeld
Friedrich Wagenfeld (* 3. Januar 1810 in Bremen; † 26. August 1846 ebenda) war ein deutscher Philologe und Schriftsteller.

## Biografie
Wagenfeld war der zweite Sohn eines Hökerwarenhändlers. Sprachbegabt besuchte er die Hauptschule in Bremen. Er studierte von 1829 bis 1832 Theologie, Philosophie und Philologie an der Universität Göttingen, aber er besuchte auch orientalische und griechische Vorlesungen. Nach dem Studium arbeitete er ab 1832 als Hauslehrer in Brinkum in der Nähe von Bremen.
Dort behauptete er, er befinde sich im Besitz einer in einem portugiesischen Kloster gefundenen Handschrift, die das Werk des phönizischen Geschichtsschreibers Sanchuniathon in Philons griechischer Übersetzung enthalte. Er veröffentlichte 1836 einen Auszug der Handschrift mit einem Vorwort Georg Friedrich Grotefends, ein Jahr später wurde die vollständige Handschrift publiziert. Inzwischen wurden aber Zweifel an der Echtheit der Handschrift laut. Wagenfeld gab zu, die Handschrift selbst mit Hilfe eines Bremer Gymnasiallehrers erfunden zu haben und dass sie „nur auf eine Mystification der gelehrten Welt abgesehen sei“. Das gelang ihm auch, selbst gelehrte Orientalisten wie Karl Otfried Müller ließen sich zunächst täuschen.

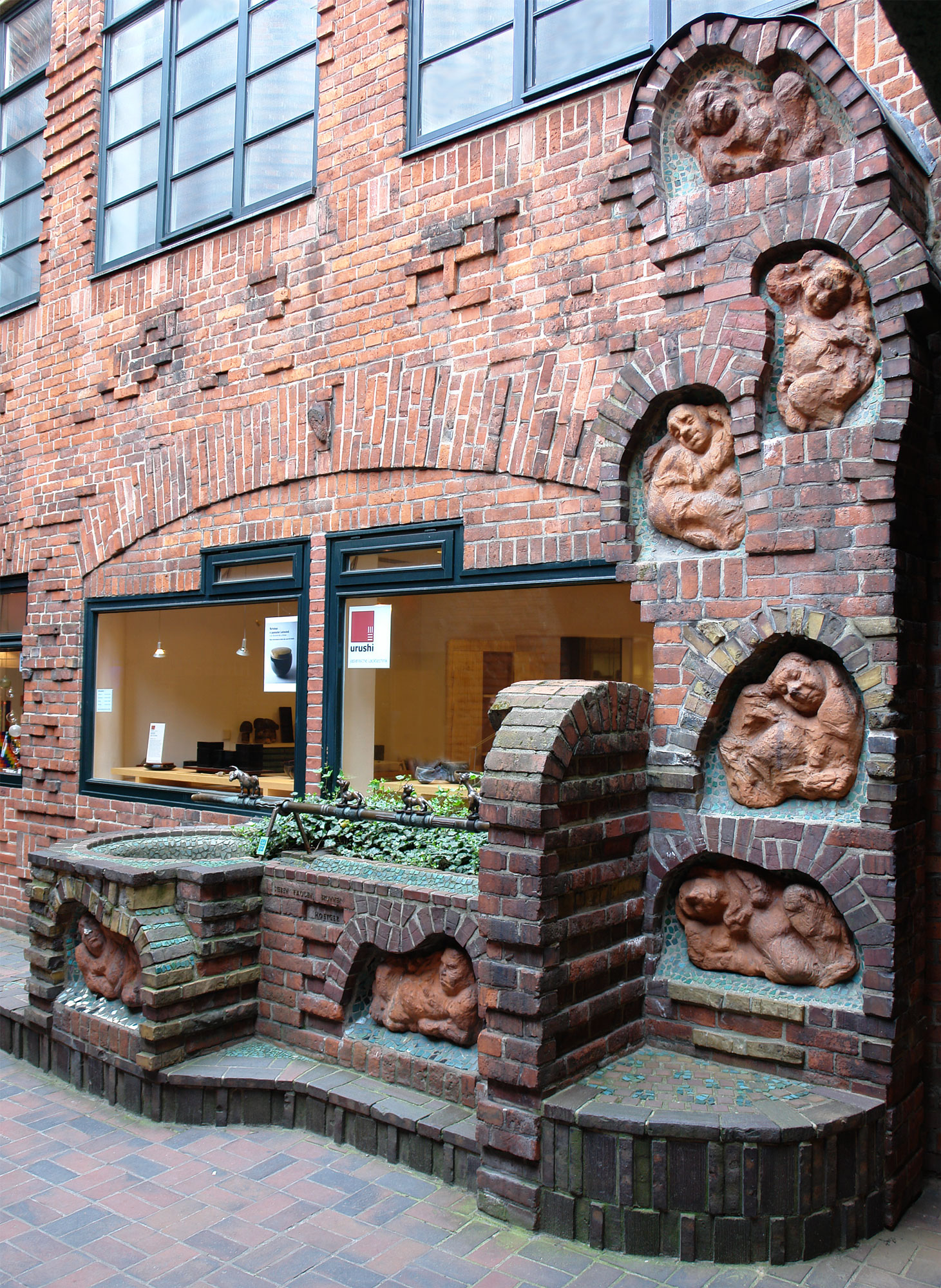
Hoetger-Denkmal von Den Sieben Faulen, Böttcherstraße

Sein sprachliches Talent, das sich bei der Erstellung der Fälschung zeigte, ließ hoffen, dass er sich ernsthafteren Arbeiten zuwenden würde, allerdings verfiel er in ein Trinkerleben, aus dem er nicht mehr herauszureißen war. Allerdings hat eine neue Forschungsarbeit durchgeführt von Eleftheria Pappa diese fragliche Vermutung über die Fälschung der Geschichte des Sanchuniathons widergelegt.
Er publizierte nur noch wenige größere Werke: 1845 Bremen’s Volkssagen in zwei Bänden, eine Sammlung von Überlieferungen und Sagen, die lange als gefälscht galten. Wie die neuere Erzählforschung zeigen konnte, liegen für jeden von Wagenfelds Texten entweder Chronikstellen, Gerichtsakten oder volksläufige Erzählungen zugrunde. Wie damals auch bei den Brüdern Grimm, Ludwig Bechstein u. a. üblich, wurden die Vorlagen vom Autor als romantische Erzählung stilisiert. In Bremen am volkstümlichsten sind die Sagen von den „Sieben Faulen“, von „Gräfin Emma und dem Krüppel“ sowie die Gründungssage von der „Bremer Gluckhenne“. 1845 erschienen auch die Skizzen aus dem Bremer Volksleben. 1846 erschienen Die Kriegsfahrten der Bremer zu Lande und zu Wasser. Er schrieb zudem Zeitungsartikel und redigierte das Bremer Unterhaltungsblatt der Buchhandlung Kaiser bis zu seinem frühen Tod.
Ehrungen
- Die Friedrich-Wagenfeld-Straße in der Bremer Neustadt wurde nach ihm benannt.

## Werke
- Sanchuniathon’s Urgeschichte der Phönizier. Hannover 1836 (Digitalisat).
- Sanchuniathonis historiarum Phoeniciae. Bremen 1837 (lateinisch; Digitalisat).
- Bremen’s Volkssagen. Bremen 1845 (Digitalisat).
- Skizzen aus dem Bremer Volksleben. Bremen 1845.
- Die Kriegsfahrten der Bremer zu Lande und zu Wasser. Bremen 1846 (Digitalisat).
- Bremen’s Volkssagen. Edition Temmen, Bremen 1996, ISBN 3-86108-121-0. 4. Auflage, Bremen 2000, erläutert und kommentiert von Bernd Ulrich Hucker.